# Catriona LeMayová-Doanová
Catriona Ann LeMayová-Doanová (* 23. prosince 1970 Saskatoon, Saskatchewan), rozená LeMayová, je bývalá kanadská rychlobruslařka.
Na mezinárodních závodech se poprvé objevila na mítinku Světového poháru v Calgary v únoru 1989, poté startovala na Mistrovství světa juniorů, kde skončila na 24. místě. Do závodů Světového poháru začala pravidelně nastupovat v sezóně 1990/1991, tehdy také debutovala na světovém šampionátu ve sprintu (20. místo). Startovala na Zimních olympijských hrách 1992 a 1994. V sezóně 1995/1996 skončila v celkovém hodnocení Světového poháru v závodech na 500 m na třetím místě. První medaile získala v roce 1998, kdy se stala jak dvojnásobnou mistryní světa, tak olympijskou vítězkou. Na přelomu 20. a 21. století vybojovala na velkých světových akcích ještě několik dalších medailí (dohromady pět titulů mistryně světa), celkem čtyřikrát vyhrála Světový pohár v závodech na 500 m a jednou na 1000 m. Na zimní olympiádě 2002 obhájila zlato na trati 500 m. V následující sezóně skončila druhá ve Světovém poháru na 500 m a čtvrtá na téže distanci na Mistrovství světa na jednotlivých tratích, poté ukončila aktivní závodní kariéru.
V roce 2005 obdržela Řád Kanady v hodnosti důstojníka.
Je vdaná za Barta Doana, bratrance hokejisty Shanea Doana.